# La Chanson d'amour de J. Alfred Prufrock
La Chanson d'amour de J. Alfred Prufrock (The Love Song of J. Alfred Prufrock) est un poème de T. S. Eliot, écrit entre les mois de février 1910 et juillet 1911, publié dans le recueil Prufrock and Other Observations en 1917. Ce poème et la publication de cet ouvrage marquèrent le début de la carrière du poète et son influence sur le XXe siècle. Le poème prend la forme d'un monologue dramatique, un genre qui fut par le passé fortement développé et utilisé par Robert Browning.
La Chanson d'amour de J. Alfred Prufrock décrit les états d'âme d'un homme dans la quarantaine, esseulé et sans amour, conscient que ses aspirations et ses envies sont beaucoup plus profondes que celles du reste du monde. Le narrateur sait que les femmes ne le regarderont pas s'il n'attire pas leur attention ; il ressent la nécessité d'attirer l'attention mais craint d'être rejeté et raillé. Un des éléments thématiques principaux du poème est d'ailleurs le vieillissement : le narrateur contemple sa propre détérioration physique, et médite l'idée d'une mort prochaine.